# Paulinho
Paulinho ist eine portugiesische Koseform von Paul und Vor- oder Familienname in Portugal und Brasilien.

## Familienname
- Sérgio Paulinho (* 1980), portugiesischer Radrennfahrer

## Spitzname
- Paulinho da Costa (Paulo Roberto Chamon de Castillho; * 1948), brasilianischer Musiker
- Paulinho (Fußballspieler, 1958) (Paulo Luiz Massariol; * 1958), portugiesischer Fußballspieler
- Paulinho (Fußballspieler, 1981) (Paulo Roberto Machado; * 1981), brasilianischer Fußballspieler
- Paulo Antonio de Oliveira (* 1982), brasilianischer Fußballspieler
- Paulinho (Fußballspieler, 1982) (Paulo Menezes; * 1982), brasilianischer Fußballspieler
- Paulinho (Fußballspieler, 1984) (Paulo Cesar Elias; * 1984), brasilianischer Fußballspieler
- Paulinho (Fußballspieler, Januar 1986) (Paulo Sérgio Betanin; * 1986), brasilianischer Fußballspieler
- Paulinho (Fußballspieler, März 1986) (Paulo José de Oliveira; * 1986), brasilianischer Fußballspieler
- Paulinho (Fußballspieler, 1988) (José Paulo Bezerra Maciel Júnior; * 1988), brasilianischer Fußballspieler (u. a. FC Vilnius, ŁKS Łódź, Corinthians São Paulo, Tottenham Hotspur, Guangzhou Evergrande, FC Barcelona)
- Paulinho (Fußballspieler, 1989) (Paulo Sérgio de Oliveira; * 1989), brasilianischer Fußballspieler
- Paulinho (Fußballspieler, 1991) (Paulo Sérgio Mota; * 1991), portugiesischer Fußballspieler
- Paulinho (Fußballspieler, 1992) (João Paulo Dias Fernandes; * 1992), portugiesischer Fußballspieler
- Paulinho (Fußballspieler, 1995) (Paulo Victor da Silva; * 1995), portugiesischer Fußballspieler
- Paulinho (Fußballspieler, 1999) (Paulo Rafael Pereira Araúlo; *1999), portugiesischer Fußballspieler
- Paulinho (Fußballspieler, 2000) (Paulo Henrique Sampaio Filho; * 2000), brasilianischer Fußballspieler (u. a. Bayer 04 Leverkusen)
- Paulinho Guará (* 1979), brasilianischer Fußballspieler
- Paulinho da Viola (* 1942), brasilianischer Musiker